# Hero Alopecius
Hero Alopecius (* 15./16. Jahrhundert, † 16. Jahrhundert, aktiv von 1520 bis 1541 in Köln) war ein Buchdrucker in Köln. Sein eigentlicher Name lautete Hero Fuchs. Er nutzte durchweg seine pseudo-gräzisierte Nachnamensform Alopecius, manchmal auch latinisiert Vulpes.

## Leben und Werk
Viele von Alopecius’ Drucken tragen verzierte Titelblätter. Als Druckerzeichen hatte Alopecius einen Schild, der von zwei Füchsen als Schildhalter getragen wurde. In der Mitte des Schildes war dann entweder ein Monogramm oder ein Kreuz angebracht.
Von Alopecius sind 150 Drucke bekannt (siehe VD 16 – Verzeichnis der im deutschen Sprachbereich erschienenen Drucke des 16. Jahrhunderts). Er druckte verschiedene Schriften von Melanchthon, Erasmus von Rotterdam, Johannes Cochläus, Aeneas Silvius, Lorenzo Valla und von Marcus Tullius Cicero sowie die Odyssee und die deutsche Bibel von Hieronymus Emser.